# Walter Schäfer (Pädagoge)
Walter Schäfer (* 1910; † 1984) war ein deutscher Geschichtslehrer, Reformpädagoge und Schulleiter der Odenwaldschule.

## Leben und Wirken
Walter Schäfer studierte Deutsch und Geschichte bis zur Promotion 1936 mit einer Dissertation über Adalbert Stifter an der Albertus-Universität Königsberg. Er unterrichtete ab 1949 in der Odenwaldschule. Er wirkte an der Schulplanung mit und wurde 1962 bis 1972 Schulleiter der Odenwaldschule vor Gerold Becker. Er war Honorarprofessor an der Universität Heidelberg.
Bereits für seine Zeit als Schulleiter gibt es Berichte über sexuellen Missbrauch in der Schule, wogegen er angeblich nichts unternahm. Im Abschlussbericht einer Untersuchung von 2010 wird jedoch sein partielles Eingreifen gegen einzelne Lehrer belegt.

## Schriften
- Erziehung und Erzieher bei Adalbert Stifter, Triltsch, Würzburg 1936 (= Diss.)
- Paul Geheeb. Mensch und Erzieher. Heft 4 der Reihe: Aus den deutschen Landerziehungsheimen. Stuttgart o. J. (1960)
- (Mit Wolfgang Edelstein und Gerold Becker): Probleme der Schule im gesellschaftlichen Wandel: Das Beispiel Odenwaldschule. Suhrkamp, Frankfurt am Main 1971
- Erziehung im Ernstfall. Die Odenwaldschule 1946–1972. Frankfurt a. M. 1979
- Geschichte in der Schule, Veröffentlichungen der Forschungsgruppe Modellschulen, Bd. 5, Klett, Stuttgart 1976 Zum Geschichtsunterricht in der Odenwaldschule (PDF)

## Einzelbelege
1. ↑  Die Zeit, 2010-05

| Personendaten    | Personendaten                              |
| ---------------- | ------------------------------------------ |
| NAME             | Schäfer, Walter                            |
| ALTERNATIVNAMEN  | Schäfer, Walter Ernst (vollständiger Name) |
| KURZBESCHREIBUNG | deutscher Schulleiter                      |
| GEBURTSDATUM     | 1910                                       |
| STERBEDATUM      | 1984                                       |